# Vědro

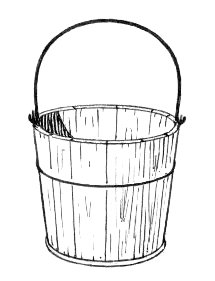
Klasické dřevěné vědro

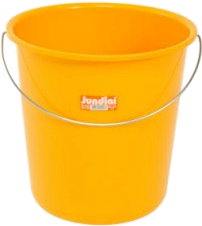
Soudobé plastové vědro

Vědro (také kbelík neboli kýbl – z německého kübel) je okrouhlá nádoba pro přepravu a uchovávání zejména kapalných, ale i sypkých látek nebo drobných předmětů, obvykle o objemu od několika litrů do málo desítek litrů. Vědra patřila v minulosti k základní výbavě domácností, zvláště pro dopravu vody. Dnes se užívají zejména jako nádoba na vodu při úklidu.
Původní vědra byla vyráběna ze dřeva podobnou technologií jako sudy. Jejich konstrukce byla poskládána z řady prkének kolem kulatého dna, stažených obručemi – taková nádoba se nazývala štoudev. Studniční nádoba zdvihaná pomocí rumpálu se obvykle nazývá okov.
V současné době se užívají vědra z pozinkovaného nebo smaltovaného plechu a především vědra z plastických hmot.
Armáda používala vědra z impregnované plachtoviny s textilním držadlem. Tato vědra bylo možno složit a zabírala minimum místa – což bylo potřebné například v tanku, pancéřovém voze apod.
Obyčejná vědra či kbelíky jsou otevřená, ale někdy se stejně nazývají i nádoby s víkem, například používají-li se jako odpadkový koš, na přechovávání pitné vody nebo je to nutné z jiných, zejména hygienických důvodů.

## Pojmenování
Vědro je všeslovanský výraz odvozený z indoevropského výrazu pro vodu. V mnoha jazycích je toto slovo také označením jednotky objemu (duté míry).
Slovo kbelík vzniklo přes staročeské slovo kbel a staroněmecké Kubil ze středověké latinské zdrobněliny cubellum (čteno kubelum) od latinského slova cupa znamenajícího sud, džber nebo bečku.
Kýbl je nespisovný germanismus vzniklý převzetím slova Kübel z němčiny, srovnej také anglické Kibble.
Historické dřevěné nádoby se typicky lišily tím, že kbelík měl jedno pevné dřevěné držadlo na jedné straně, zatímco vědro provazové držadlo uchycené na obou stranách.
V současné češtině je významový rozdíl mezi slovy vnímán rozdílně podle regionu, rodinné tradice atd., ale obecně je slovo vědro vnímáno jako tradičnější a spisovnější, zatímco slovo kbelík je spíše užíváno hovorově a pro modernější výrobky. Původní nezdrobnělé slovo kbel z jazyka vymizelo a přežilo jen v místních názvech (Kbely, Gbely), nespisovný germanismus kýbl je někdy laicky používán jako hyperspisovná alternativa zdrobněliny kbelík.

## Jednotka objemu
Vědro bylo objemovou jednotkou pro tekutiny.